# Jacobus Schoondermark
Jacobus Schoondermark (Eck en Wiel, 19 augustus 1849 – Amsterdam, 24 oktober 1915) was een Nederlands medicus en auteur van diverse boeken en brochures op dat gebied.
Jacobus werd vernoemd naar zijn vader, die onderwijzer was op de lagere school in Eck en Wiel en die gehuwd was met Dirkje de Rooy uit Maurik. Hij was de derde van tien kinderen, van wie er meerdere in de medische wereld terechtkwamen, met name op het gebied van de tandzorg. In 1864 vertrok Jacobus Schoondermark jr. naar Haarlem. Hij studeerde aan de universiteit van Amsterdam, Leiden en Utrecht in de periode van 1873 tot en met 1881, maar in geen van zijn studies natuurkunde, filosofie en geneeskunde is een afstudeerproject teruggevonden. In 1882 huwde hij Catharina Hendrika van Loghem (overleden op 7 oktober 1927 op 74-jarige leeftijd, aldus het Algemeen Handelsblad van 9 oktober 1927). Uit dat huwelijk werd Anna Schoondermark geboren, die in 1917 als arts zou promoveren. In 1886 verschenen van zijn hand diverse advertenties dat hij een tandartspraktijk had geopend aan de Stadhouderskade 97. Hij gaf advies op zowel tandheelkundig en massagegebied, een onwaarschijnlijke combinatie. Rond de eeuwwisseling verschenen zijn publicaties, maar in 1897 en 1902 ging hij toch ook failliet. In 1909 had hij zijn praktijk aan de Ruyschstraat in Amsterdam. Hij overleed op 24 oktober 1915 in Amsterdam na een kortstondig ziektebed.
Schoondermark voerde als titulatuur Prof. Dr. Med., maar het is twijfelachtig of hij een academische graad heeft gehaald. Zijn naam wordt genoemd in de "Who’s who in gay and lesbian history; from antiquity to world war II"; maar werd daarin aangeduid met quack (kwakzalver). In 1907 werd bij zijn pamflet over homoseksualiteit als titels aangevoerd:
- Officier van de Académie Christophe Colomb (Frankrijk)
- Erelid van The Malthusian League (Engeland) (een verwijzing naar Thomas Malthus)
- Erelid van Social Harmonische Verein (Duitsland) (idem) en
- Ligue de la Régéneration Humaine (Frankrijk/België) (idem).

Enkele publicaties:
- Onze mond en die onzer kinderen (circa 1905)
- De voorbehoedmiddelen tegen zwangerschap (1895)[3]
- Vertaling van Reibmayer Die Techniek der Massage (Wenen, 1884)
- Van de verkeerde richting of Man-mannenliefde en vrouw-vrouwenliefde (1907 en meerdere drukken) waaruit het citaat: "Man-mannelijk verkeer is voor den urning niets onnatuurlijks, neen het beantwoordt geheel aan zijne natuur. Voor hem ware het man-vrouwelijk verkeer onnatuurlijk. Men hebbe dus diep medelijden met, geen verachting voor de homosexuelen." Een progressief standpunt voor die tijd.
- Het auto- en mutueel onaneeren van mannen en jongens en vrouwen en meisjes, zijne gevolgen en zijne behandeling; een opstel voor rijp en groen
- De psoriasis en hare therapie (1883)
- Chronische spijsverteringsstoornissen en hare behandeling
- Neurasthenia sexualis: Zenuwverzwakking ten gevolge van een overprikkeld geslachtsleven